# جودی کمبل
جودی کمبل (انگلیسی: Judy Campbell؛ ‏ تلفظ نام‌خانوادگی: ‎/ˈkæmbəl/‎؛ ‏ ۳۱ مهٔ ۱۹۱۶ – ۶ ژوئن ۲۰۰۴) بازیگر، نمایشنامه‌نویس و نویسنده اهل بریتانیا بود. وی بین سال‌های ۱۹۳۵ تا ۲۰۰۳ میلادی فعالیت می‌کرد.
از فیلم‌هایی که وی در آن‌ها نقش داشته‌است، می‌توان به بازرس مورس، دختری در سوپ من و آنا کارنینا اشاره نمود.